# Svenska Serien 1914-1915
La Svenska Serien 1914-1915 fu la quinta edizione del massimo campionato svedese di calcio.
Al campionato parteciparono cinque squadre e l'IFK Göteborg vinse il titolo.

## Classifica finale
| Pos | Club           | G | V | N | P | GF | GS | Punti |
| --- | -------------- | - | - | - | - | -- | -- | ----- |
| 1   | IFK Göteborg   | 8 | 6 | 0 | 2 | 25 | 11 | 12    |
| 2   | AIK            | 8 | 5 | 0 | 3 | 30 | 15 | 10    |
| 3   | Örgryte IS     | 8 | 5 | 0 | 3 | 22 | 18 | 10    |
| 4   | Djurgårdens IF | 8 | 3 | 1 | 4 | 17 | 18 | 7     |
| 5   | IFK Norrköping | 8 | 0 | 1 | 7 | 7  | 37 | 1     |

G = Partite giocate; V = Vittorie; N = Nulle/Pareggi; P = Perse; GF = Goal fatti; GS = Goal subiti; DR = differenza reti